# Erich Tschermak von Seysenegg
Erich Tschermak, Edler von Seysenegg, född 15 november 1871, död 11 september 1962, var en österrikisk botaniker och genetiker som år 1900 återupptäckte munken Gregor Mendels bortglömda ärftlighetsregler. Han var son till  mineralogen Gustav Tschermak.

## Biografi
Tschermak blev 1903 extra ordinarie och 1909 ordinarie professor i växtförädling vid högskolan för jordbruk i Wien samt är föreståndare för furst Liechtensteins växtförädlingsanstalt i Eisgrub. Tschermak gjorde sig först bemärkt genom att 1900 (ungefär samtidigt med Carl Correns och Hugo de Vries) fästa uppmärksamheten på Gregor Mendels förut obeaktade undersökningar rörande ärftlighetslagarna. Tschermak hade själv börjat utforska hur ärtväxter ärver olika egenskaper, när han på biblioteket påträffade en hänvisning till Mendels rapport.
Hans vetenskapliga arbeten ägnades senare huvudsakligen åt forskningar rörande den lagbundna ärftligheten av växters egenskaper efter korsning och över egenskapers korrelation. Tschermak utvecklade bland annat så kallad Hanna-Kargyn-havre, hybrider mellan vete och råg och en snabbväxande och sjukdomsresistent havrehybrid. Hans forskningsresultat offentliggjordes i Carl Fruwirths "Züchtung der landwirtschaftlichen Kulturpflanzen" (1910), "Zeitschrift für Pflanzenzüchtung", "Zeitschrift für das landwirtschaftliche Versuchswesen in Österreich" med flera tidskrifter.
Tschermak blev 1912 ledamot av Kungliga Lantbruksakademien i Stockholm och 1951 av Kungliga Fysiografiska Sällskapet i Lund.